# 노세 류세이
노세 류세이(일본어: 野瀬 龍世, 2000년 2월 8일~)는 일본의 축구 선수이다.

## 구단 경력
그는 2021년 J3리그의 반라우레 하치노헤에 입단했다. 2022년까지 25경기에 출전하여, 4득점을 넣었다. 2023년 기라반츠 기타큐슈로 이적했다. 2024년 J2리그의 미토 홀리호크로 이적했다.